# Seven Years in Tibet (lied)
Seven Years in Tibet is een nummer van de Britse muzikant David Bowie, uitgebracht als de vierde track op zijn album Earthling uit 1997. Op 18 augustus 1997 werd het nummer uitgebracht als de vierde single van het album en bereikte de 61e plaats in het Verenigd Koninkrijk.
Van dit nummer is ook een versie in het Mandarijn opgenomen. De titel van deze vertaling vertaalt als "Een vluchtig moment". Deze tekst is geschreven door de Hongkongse tekstschrijver Lin Xi.

## Tracklijst
- Alle nummers geschreven door David Bowie en Reeves Gabrels, met uitzondering van "Pallas Athena" geschreven door Bowie.

7"-versie
1. "Seven Years in Tibet" - 4:01
2. "Seven Years in Tibet (Mandarijnse versie)" - 3:58

Cd-versie
1. "Seven Years in Tibet" - 4:01
2. "Seven Years in Tibet (Mandarijnse versie)" - 3:58
3. "Pallas Athena (live)" - 8:18

## Muzikanten
- David Bowie: zang, gitaar, saxofoon, keyboard, samples
- Reeves Gabrels: programmeren, synthesizer, echte en gesampelde gitaar, achtergrondzang
- Mark Plati: programmeren, loops, samples, keyboard
- Gail Ann Dorsey: basgitaar, achtergrondzang
- Zachary Alford: drumloops, akoestische drums, elektronische percussie
- Mike Garson: keyboard, piano